# Charne Swart
Charne Swart (* 2. Januar 2002) ist eine südafrikanische Leichtathletin, die sich auf den Mittelstreckenlauf spezialisiert hat.

## Sportliche Laufbahn
Erste internationale Erfahrungen sammelte Charne Swart im Jahr 2023, als sie bei den World University Games in Chengdu in 2:04,73 min die Bronzemedaille im 800-Meter-Lauf hinter der Italienerin Laura Pellicoro und Knight Aciru aus Uganda gewann. Zudem belegte sie in 4:20,50 min den neunten Platz über 1500 Meter. Im Jahr darauf gelangte sie bei den Afrikameisterschaften in Douala mit 2:02,43 min auf den sechsten Platz über 800 Meter. 2025 belegte sie bei den World University Games in Bochum in 2:01,45 min den sechsten Platz. 
2024 wurde Swart südafrikanische Meisterin im 800-Meter-Lauf.

## Persönliche Bestleistungen
- 400 Meter: 53,40 s, 15. Juni 2024 in Pretoria
- 800 Meter: 1:58,98 min, 26. April 2025 in Potchefstroom
- 1000 Meter: 2:41,77 min, 17. Februar 2024 in Pretoria
- 1500 Meter: 4:11,80 min, 15. März 2025 in Pretoria